# Kill Theory
Kill Theory es una película de terror del año 2008 dirigida por Chris Moore y escrita por Kelly C. Palmer.

## Trama
Hace tres años, un hombre no identificado fue sentenciado a una institución mental por cortar la cuerda que sostenía a sus tres amigos de escalada, enviando al trío a la muerte. Aunque él alegó que lo hizo para salvarse, fue condenado culpable de homicidio y ahora después de su liberación, todavía está resentido sobre el juicio, como sale a relucir durante su entrevista con el psiquiatra.
Este hombre va a una casa junto a un lago donde un grupo de adolescentes están celebrando su graduación (luego son ocho, al presentarse Alex (Taryn Manning), la hermanastra de Brent (Teddy Dunn), cuyo padre es propietario de la casa).
Obsesionado por la idea de que cualquier persona lo suficiente desesperada puede asesinar a sus amigos, el hombre presenta al grupo un dilema (tras asesinar a una joven para demostrar que su amenaza es en serio): si, a las 6:00 A.M., más de uno de ellos sigue vivo, él matará a todos los que hayan sobrevivido, es decir, o sobrevive solo uno o él se encargará de matar a todos los que no estén ya muertos para esa hora.

## Elenco
- Don McManus como Dr. Karl Truftin
- Ryanne Duzich como Amber.
- Teddy Dunn como Brent.[2]
- Daniel Franzese como Freddy.[3]
- Agnes Bruckner como Jennife.r[4]
- Patrick Flueger como Michael.[5]
- Steffi Wickens como Nicole.
- Theo Rossi como Carlos.
- Taryn Manning como Alex.[6]
- Kevin Gage como Killer.
- Edwin Hodge como Paul.
- Carly Pope como Riley.

## Producción
La película se rodó en los Cheyenne Studios (que actualmente operan como Fantastic Lane) en Castaic, California, y Nueva Orleans, Luisiana.

## Lanzamiento
Kill Theory se estrenó el 14 de mayo de 2008 en el Mercado de Cine de Cannes en Francia. El 23 de enero formó parte del After Dark Horrorfest IV y el DVD fue lanzado el 23 de marzo de 2010.